# Jude Bellingham
Jude Victor William Bellingham (Stourbridge, 29 juni 2003) is een Engelse voetballer die doorgaans als middenvelder speelt. Hij verruilde Borussia Dortmund in juli 2023 voor Real Madrid dat zo'n 103 miljoen betaalde. Bellingham debuteerde in 2020 in het Engels voetbalelftal.

## Carrière

### Birmingham City
Bellingham maakte deel uit van de jeugdopleiding van Birmingham City vanaf het team tot acht jaar. Hij debuteerde op 6 augustus 2019 in het eerste elftal, in een met 3–0 verloren wedstrijd in de League Cup uit bij Portsmouth. Hij was op dat moment 16 jaar en 38 dagen oud. Dit maakte hem de jongste debutant in het eerste van Birmingham City ooit. Bellingham maakte negentien dagen daarna ook zijn debuut in de Championship, uit bij Swansea City (3–0). Coach Josep Clotet Ruiz promoveerde hem vervolgens binnen twee maanden tot vaste basisspeler. Toen hij vertrok naar Borussia Dortmund, besloot de club om zijn rugnummer 22 nooit meer te gebruiken. En dat omdat hij volgens de ploeg de beste jonge speler was in hun academie.

### Borussia Dortmund
Op 20 juli 2020 maakte Borussia Dortmund bekend dat het Bellingham overnam van Birmingham voor een bedrag van 25 miljoen euro. Daarmee werd Bellingham de duurste 17-jarige speler in de historie. Op 14 september 2020 maakte Bellingham zijn debuut in de eerste ronde van de DFB Pokal, tegen MSV Duisburg. Hij scoorde in dat duel en werd met 17 jaar en 77 dagen niet alleen de club's jongste doelpuntenmaker in de DFB-Pokal met zes dagen jonger dan Giovanni Reyna, maar ook de jongste doelpuntenmaker in alle competities. Hij verbrak het record van Nuri Sahin, die vijf dagen ouder was bij zijn eerste goal. Dat record werd later dat jaar weer verbroken door Youssoufa Moukoko, die 16 jaar en 28 dagen was bij zijn eerste goal.
Na een eerste halfjaar waarin hij basisplaatsen en invalbeurten afwisselde, groeide Bellingham vanaf januari 2021 uit tot onbetwiste basisspeler bij Dortmund. Gedurende de seizoenen 2022/22 en 2022/23 stond hij steeds minimaal dertig speelronden aan de aftrap. Daarnaast speelde hij 23 wedstrijdden voor Dortmund in de Champions League. Bellingham eindigde in zijn drie seizoenen bij Dortmund op de derde, de tweede en opnieuw de tweede plaats in de Bundesliga, steeds achter kampioen Bayern München. Het leek er in 2022/23 even op dat Bellingham en zijn ploeggenoten Bayern voor het eerst in elf jaar van het kampioenschap af konden houden, maar hij moest op de laatste speeldag geblesseerd toezien hoe zijn team de titel verspeelde door gelijk te spelen tegen FSV Mainz.

### Real Madrid
Bellingham tekende in juni 2023 een contract tot medio 2029 bij Real Madrid. Dat betaalde 103 miljoen euro voor hem, dat door bonussen verder op kon lopen. Hij maakte direct indruk en scoorde veel doelpunten, waar hij na 28 competitiewedstrijden negentien keer wist te scoren in zijn debuutseizoen. Hij werd ook overtuigend landskampioen van Spanje met Real Madrid. De middenvelder wist op 1 juni 2024 de UEFA Champions League te winnen door in de finale in zijn thuisland zijn oude club Borussia Dortmund met 2–0 te verslaan.

## Clubstatistieken
| Seizoen     | Club              | Competitie       | Competitie | Competitie | Competitie | Beker | Beker | Beker | Internationaal | Internationaal | Internationaal | Totaal | Totaal | Totaal |
| Seizoen     | Club              | Competitie       | Wed.       | Dlp.       | Ass.       | Wed.  | Dlp.  | Ass.  | Wed.           | Dlp.           | Ass.           | Wed.   | Dlp.   | Ass.   |
| ----------- | ----------------- | ---------------- | ---------- | ---------- | ---------- | ----- | ----- | ----- | -------------- | -------------- | -------------- | ------ | ------ | ------ |
| 2019/20     | Birmingham City   | Championship     | 41         | 4          | 2          | 3     | 0     | 0     | —              | —              | —              | 44     | 4      | 2      |
| Club Totaal | Club Totaal       | Club Totaal      | 41         | 4          | 2          | 3     | 0     | 0     | 0              | 0              | 0              | 44     | 4      | 2      |
| 2020/21     | Borussia Dortmund | Bundesliga       | 29         | 1          | 3          | 7     | 2     | 0     | 10             | 1              | 1              | 46     | 4      | 4      |
| 2021/22     | Borussia Dortmund | Bundesliga       | 32         | 3          | 8          | 4     | 0     | 1     | 8              | 3              | 5              | 44     | 6      | 14     |
| 2022/23     | Borussia Dortmund | Bundesliga       | 31         | 8          | 5          | 4     | 2     | 1     | 7              | 4              | 1              | 42     | 14     | 7      |
| Club Totaal | Club Totaal       | Club Totaal      | 92         | 12         | 16         | 15    | 4     | 2     | 25             | 8              | 7              | 132    | 24     | 25     |
| 2023/24     | Real Madrid       | Primera División | 28         | 19         | 6          | 3     | 0     | 2     | 11             | 4              | 5              | 42     | 23     | 13     |
| 2024/25     | Real Madrid       | Primera División | 31         | 9          | 9          | 6     | 2     | 1     | 15             | 3              | 4              | 52     | 14     | 14     |
| Club Totaal | Club Totaal       | Club Totaal      | 59         | 28         | 15         | 9     | 2     | 3     | 26             | 7              | 9              | 94     | 37     | 27     |
| TOTAAL      | TOTAAL            | TOTAAL           | 192        | 44         | 33         | 27    | 6     | 5     | 51             | 15             | 16             | 270    | 65     | 54     |

Bijgewerkt t/m 2 juni 2024

## Interlandcarrière
Bellingham maakte deel uit van verschillende Engelse nationale jeugdselecties. Bellingham debuteerde op 12 november 2020 in het Engels voetbalelftal, in een vriendschappelijke wedstrijd tegen Ierland (3–0 winst). Hij kwam in de 73ste minuut in het veld voor Mason Mount.
Bellingham werd opgeroepen voor het EK 2020, dat door de coronapandemie werd uitgesteld naar de zomer van 2021. Hij mocht drie keer invallen op het toernooi. Anderhalf jaar later mocht hij ook mee naar het WK van 2022 in Qatar, waar hij tijdens de eerste wedstrijd tegen Iran de eerste treffer voor Engeland voor zijn rekening nam. Bellingham werd op 6 juni 2024 door bondscoach Gareth Southgate opgenomen in de Engelse selectie voor het EK 2024 in Duitsland. Engeland bereikte de finale, die het met 2–1 verloor van Spanje. Bellingham kwam op het toernooi in iedere wedstrijd in actie. Hij maakte het enige doelpunt in de eerste groepswedstrijd tegen Servië en dwong in de achtste finale tegen Slowakije een verlenging af met een omhaal in de laatste seconden. Na beide wedstrijden werd hij door de UEFA benoemd tot Speler van de Wedstrijd.

## Erelijst
| DFB-Pokal                 | 1× | 2020/21 |
| Real Madrid               |    |         |
| Primera División          | 1× | 2023/24 |
| Supercopa de España       | 1× | 2023/24 |
| UEFA Champions League     | 1× | 2023/24 |
| UEFA Super Cup            | 1× | 2024    |
| FIFA Intercontinental Cup | 1× | 2024    |

1 Courtois ·
2 Carvajal  ·
3 Militão ·
4 Alaba ·
5 Bellingham ·
6 Camavinga ·
7 Vinícius ·
8 Valverde ·
9 Mbappé ·
10 Modrić ·
11 Rodrygo ·
13 Lunin ·
14 Tchouaméni ·
15 Güler ·
16 Endrick ·
17 Vázquez ·
18 Vallejo ·
19 Ceballos ·
20 García ·
21 Díaz ·
22 Rüdiger ·
23 Mendy ·
Coach: C. Ancelotti
Assistent-trainer: D. Ancelotti
1 Pickford ·
2 Walker ·
3 Shaw ·
4 Rice ·
5 Stones ·
6 Maguire ·
7 Grealish ·
8 J. Henderson ·
9 Kane  ·
10 Sterling ·
11 Rashford ·
12 Trippier ·
13 D. Henderson ·
13 Ramsdale ·
14 Phillips ·
15 Mings ·
16 Coady ·
17 Sancho ·
18 Calvert-Lewin ·
19 Mount ·
20 Foden ·
21 Chilwell ·
22 White ·
23 Johnstone ·
24 James ·
25 Saka ·
26 Bellingham ·
Coach: Southgate
1 Pickford ·
2 Walker ·
3 Shaw ·
4 Rice ·
5 Stones ·
6 Maguire ·
7 Grealish ·
8 Henderson ·
9 Kane  ·
10 Sterling ·
11 Rashford ·
12 Trippier ·
13 Pope ·
14 Phillips ·
15 Dier ·
16 Coady ·
17 Saka ·
18 Alexander-Arnold ·
19 Mount ·
20 Foden ·
21 White ·
22 Bellingham ·
23 Ramsdale ·
24 Wilson ·
25 Maddison ·
26 Gallagher ·
Coach: Southgate
1 Pickford ·
2 Walker ·
3 Shaw ·
4 Rice ·
5 Stones ·
6 Guéhi ·
7 Saka ·
8 Alexander-Arnold ·
9 Kane  ·
10 Bellingham ·
11 Foden ·
12 Trippier ·
13 Ramsdale ·
14 Konsa ·
15 Dunk ·
16 Gallagher ·
17 Toney ·
18 Gordon ·
19 Watkins ·
20 Bowen ·
21 Eze ·
22 Gomez ·
23 Henderson ·
24 Palmer ·
25 Wharton ·
26 Mainoo ·
Coach: Southgate